# Temporada 1977-78 de los Kansas City Kings
La temporada 1977-78 fue la trigésima de los Kings en la NBA, y la sexta en Kansas City. La temporada regular acabó con 31 victorias y 51 derrotas, ocupando el undécimo y último puesto de la Conferencia Oeste, no logrando clasificarse para los playoffs.

## Elecciones en elDraft
| Ronda | Puesto | Jugador       | Posición | Nacionalidad   | Universidad    |
| ----- | ------ | ------------- | -------- | -------------- | -------------- |
| 1     | 2      | Otis Birdsong |          | Estados Unidos | Houston        |
| 2     | 31     | Eddie Owens   |          | Estados Unidos | UNLV           |
| 3     | 53     | John Kuester  |          | Estados Unidos | North Carolina |

## Temporada regular
| División Medio Oeste | División Medio Oeste | División Medio Oeste | División Medio Oeste | División Medio Oeste | División Medio Oeste | División Medio Oeste | División Medio Oeste | División Medio Oeste |
| Equipo               | G                    | P                    | %                    | PD                   | Casa                 | Fuera                | Div                  |                      |
| -------------------- | -------------------- | -------------------- | -------------------- | -------------------- | -------------------- | -------------------- | -------------------- | -------------------- |
| y-Denver Nuggets     | 48                   | 34                   | .585                 | –                    | 33–8                 | 15–26                | 11–9                 |                      |
| x-Milwaukee Bucks    | 44                   | 38                   | .537                 | 4                    | 28–13                | 16–25                | 14–6                 |                      |
| Chicago Bulls        | 40                   | 42                   | .488                 | 8                    | 29–12                | 11–30                | 8–12                 |                      |
| Detroit Pistons      | 38                   | 44                   | .463                 | 10                   | 24–17                | 14–27                | 8–12                 |                      |
| Indiana Pacers       | 31                   | 51                   | .378                 | 17                   | 21–20                | 10–31                | 8–12                 |                      |
| Kansas City Kings    | 31                   | 51                   | .378                 | 17                   | 22–19                | 9–32                 | 11–9                 |                      |

## Estadísticas
| Rk | Jugador            | Edad | P  | PT | MP   | TC  | TCI  | %TC   | TL  | TLI | %TL  | RO  | RD  | RT  | AS  | RB  | TAP | BP  | FP  | PTS  |
| -- | ------------------ | ---- | -- | -- | ---- | --- | ---- | ----- | --- | --- | ---- | --- | --- | --- | --- | --- | --- | --- | --- | ---- |
| 1  | Scott Wedman       | 25   | 81 |    | 36.6 | 7.5 | 14.7 | .509  | 2.7 | 3.1 | .870 | 1.8 | 3.9 | 5.7 | 2.5 | 1.2 | 0.3 | 2.0 | 3.0 | 17.7 |
| 2  | Ron Boone          | 31   | 82 |    | 32.4 | 6.9 | 15.5 | .443  | 3.9 | 4.6 | .854 | 1.4 | 1.9 | 3.3 | 3.8 | 1.3 | 0.1 | 3.7 | 2.8 | 17.7 |
| 3  | Richard Washington | 22   | 78 |    | 28.6 | 5.4 | 11.4 | .477  | 1.9 | 2.6 | .754 | 2.4 | 6.0 | 8.4 | 1.5 | 0.9 | 0.9 | 2.4 | 4.2 | 12.8 |
| 4  | Lucius Allen       | 30   | 77 |    | 27.9 | 4.8 | 11.0 | .441  | 2.3 | 2.9 | .791 | 0.9 | 2.1 | 3.0 | 4.7 | 1.2 | 0.4 | 2.8 | 2.3 | 11.9 |
| 5  | Sam Lacey          | 29   | 77 |    | 27.7 | 3.4 | 7.7  | .449  | 1.7 | 2.4 | .717 | 2.0 | 6.3 | 8.3 | 3.9 | 1.6 | 1.4 | 2.4 | 3.4 | 8.6  |
| 6  | Otis Birdsong      | 22   | 73 |    | 25.7 | 6.4 | 13.1 | .492  | 3.0 | 4.2 | .697 | 1.0 | 1.4 | 2.4 | 2.4 | 1.0 | 0.2 | 2.0 | 2.5 | 15.8 |
| 7  | Bill Robinzine     | 25   | 82 |    | 21.3 | 3.7 | 8.3  | .451  | 2.5 | 3.3 | .760 | 2.1 | 4.5 | 6.6 | 0.9 | 0.9 | 0.1 | 2.1 | 3.4 | 10.0 |
| 8  | Tom Burleson       | 25   | 76 |    | 20.1 | 3.0 | 6.9  | .434  | 2.6 | 3.3 | .794 | 2.2 | 4.1 | 6.3 | 1.7 | 0.8 | 1.1 | 1.6 | 3.4 | 8.6  |
| 9  | John Kuester       | 22   | 78 |    | 15.6 | 1.9 | 4.1  | .455  | 1.1 | 1.3 | .829 | 0.2 | 1.2 | 1.5 | 3.2 | 0.7 | 0.0 | 1.2 | 1.8 | 4.8  |
| 10 | Bob Nash           | 27   | 66 |    | 12.1 | 2.4 | 4.6  | .516  | 0.8 | 1.0 | .725 | 1.1 | 1.4 | 2.6 | 0.7 | 0.4 | 0.3 | 0.7 | 1.1 | 5.5  |
| 11 | Kevin Restani      | 26   | 46 |    | 10.1 | 1.3 | 3.0  | .424  | 0.2 | 0.2 | .818 | 0.7 | 1.3 | 2.0 | 0.5 | 0.1 | 0.1 | 0.3 | 0.8 | 2.8  |
| 12 | Andre McCarter     | 24   | 1  |    | 9.0  | 0.0 | 2.0  | .000  | 0.0 | 0.0 |      | 0.0 | 1.0 | 1.0 | 0.0 | 0.0 | 0.0 | 0.0 | 1.0 | 0.0  |
| 13 | Bob Bigelow        | 24   | 1  |    | 7.0  | 1.0 | 1.0  | 1.000 | 0.0 | 0.0 |      | 2.0 | 3.0 | 5.0 | 0.0 | 0.0 | 0.0 | 0.0 | 2.0 | 2.0  |
| 14 | Louie Nelson       | 26   | 8  |    | 6.6  | 0.4 | 1.8  | .214  | 1.1 | 1.4 | .818 | 0.1 | 0.3 | 0.4 | 0.6 | 0.3 | 0.1 | 1.0 | 0.6 | 1.9  |
| 15 | Glenn Hansen       | 25   | 3  |    | 3.0  | 0.0 | 1.7  | .000  | 0.0 | 0.0 |      | 0.3 | 0.0 | 0.3 | 0.3 | 0.3 | 0.0 | 0.0 | 1.0 | 0.0  |